# 失われた大陸 (E・R・バローズ)
『失われた大陸』（うしなわれたたいりく、英: The Lost Continent）は、エドガー・ライス・バローズによるアメリカのSF小説。

## 概要
初出時は、『30度線の彼方』(Beyond Thirty)のタイトルで、オール・アラウンド・マガジンに1916年に掲載された。1957年の単行本化の際、より判りやすいタイトル（『失われた大陸』(The Lost Continent)）に変更されている。邦訳は『失われた大陸』のタイトルで、厚木淳訳、東京創元社（創元推理文庫SF）、1971年12月24日。挿絵、カバーイラスト、口絵は武部本一郎。
タイトルである「失われた大陸」とは、ヨーロッパ大陸を示している。本作の時代は2137年に設定されており、アメリカは南北の大陸をパン=アメリカ連邦として統一し、西経30度から175度までを「西半球（ニュー・ワールド）」として統治する一方、それ以外の地域を「東半球（オールド・ワールド）」と呼び、通商を断絶していた。主人公のジェファースン・タークは、アメリカ海軍の大尉であり、幼い頃からヨーロッパ大陸（すなわち西経30度以東）に憧れていた。その彼が、偶然による漂流に端を発し、実際にヨーロッパに足を踏み込んでいくのが、本作の骨子である。ヨーロッパは、20世紀に起こった「大戦」と呼ばれる戦争で文明が崩壊し、原始生活にまで落ち込んでおり、戦争の悲惨さを描いた作品となっている（終盤で、中国の皇帝が「大戦の勝利国はない。参戦した国は全て敗北者だ」という主旨の発言をしている）。

### 補足
実際には、パン=アメリカ連邦にとってみれば、南北アメリカ大陸以外（アフリカ、アジア、オーストラリア、南極）は、全て「失われた大陸」に該当する。主人公が先に進むにつれ、アフリカとアジアは、それぞれ黒人国家アビシニア（エチオピア）と黄色人種の国家である中国が治めており、双方とも帝政であることが明らかとなる。オーストラリアと南極には具体的に言及されておらず（中国は、アジア全体と西経175度までの太平洋の諸島を支配している）、南極については、おそらく無人と思われるが、観測所すら存在していないのか、それとも廃止されているのかも判らない。
バローズの作品は、およそ110作ほどに上るが、現代を舞台にしたものが多く（異星や秘境など、異界を舞台にしているものの）、未来を舞台にしたものは珍しい。他には、月シリーズ3部作と、未訳の"The Scientists Revolt"がある程度である。
なお、創元版の単行本には、エース・ブックス（翻訳原文はエイス・ブックス）編集長、ドナルド・A・ウォルハイムの「はじめに」が付記されている。

## あらすじ
2137年、アメリカは南北の大陸をパン=アメリカ連邦として統一し、西経30度から175度までを「西半球（ニュー・ワールド）」として統治する一方、それ以外の地域を「東半球（オールド・ワールド）」と呼んでいた。東半球に踏み込むことは反逆罪とされており、西半球の歴史書は、検定を受けた貧弱な内容であり、「20世紀、ヨーロッパには「大戦」と呼ばれる戦争が起こっていたが、アメリカではその終結・継続すら確認していなかった。大西洋・太平洋には機雷が巻かれており、海上の往来は途絶えている。パン=アメリカの商船が最後に攻撃を受けたのは、1972年にバミューダ沖でQ138型潜水艦から受けたもの」といった程度である。地理の本からは西経30度線以東が描かれておらず、小説に書くことすら禁じられている。また、ライオンや虎、象といった外来種の動物は死滅している。
主人公ジェファースン・ターク海軍大尉らは、機器のトラブルと、部下のポーフォリオ・ジョンスンの罠に陥り、コールドウォーター号で北大西洋を漂流し、30度線を超える。さらにジョンスンは、タークら4人をモーターボートで置き去りにし、コールドウォーター号で帰還した。
最寄の陸地であるイギリスを訪問した主人公ら一行の前には、20世紀の大戦で疲弊し、修復されることなく破壊の跡を見せる町並みと、原始人に逆行したイギリス人の末裔が現れる。
海岸では、かつて侵攻してきたドイツ兵の遺体を発見。後に、ロンドンで政府高官の死体（最期は1937年8月、と主人公は推測している）の側に手記を発見し、イギリス人がドイツ兵を一掃したことと、イギリス人が戦争から逃れるために続々とヨーロッパに渡り、人口が激減した事を知る。
被災した動物園から逃げ出した野獣の子孫が闊歩しており、イギリス人はそれらライオン、虎、象を恐れて生活していた。また、英語も退化しており、「グレート・ブリテン」が「グラビテン」、「グラブリティン」などと訛っている。主人公はイギリス王家の子孫、ヴィクトリーと出会い、政敵であるバッキンガムから保護しつつ、ヨーロッパ大陸へ向かう。
ドイツでも、文明・文化は同様だった。ライン河付近で、黒人国家アビシニアの捕虜となり、ヨーロッパが完全に衰退していること、アフリカはアビシニア（エチオピア）が統一し、黒人皇帝が白人奴隷を支配している事実を知らされる。
その後、黄色人種（中国）との激戦が始まり、今度は彼らの捕虜となる。しかし、主人公がアメリカ人だと知ると、アメリカとの友好を望む中国皇帝に謁見し、胸襟を開いて親交を温める。その後、タークとヴィクトリーは結婚式を挙げるが、その当日、パン=アメリカのターク捜索隊が到着した。
アメリカでは、先に帰国したジョン・アルヴァレス一等航海士が、アルヴァレス裁判でジョンスンの卑劣な行動を一部始終暴露しており、国交を広げる風潮が満ちて捜索隊まで出動していたため、主人公らは英雄視された。主人公は艦隊を率い、イギリス王座にヴィクトリーを据えようと、再び30度線を越える。

## 登場人物
ジェファースン・ターク
主人公。アメリカ人（パン=アメリカ人）で、海軍大尉。アリゾナで2116年に生まれた（21歳）。代々、軍人（海軍）の家系。206年前の先祖は提督。
少年期よりヨーロッパ大陸（30度線の彼方）に憧れており、イギリスを訪問する直前は、イギリスの文明に触れることを期待していた。
20歳の時、SS96級航空潜水艦「コールドウォーター号」の指揮官に任命される（乗組員の内、ほとんどの将校は彼より年長）。同艦は、史上初の空海両用船（重力スクリーンを使用）の一隻であり、弱点が改良されないまま残っている（新型艦では改良されている）。しかし、政府の倹約主義によって就航していた。
ジョン・アルヴァレス
一等航海士（中尉）。タークより20歳年上。信頼のおける将校であり、紳士。
ポーフォリオ・ジョンスン
二等航海士。タークより10歳年上で、兵役でも10年間分、キャリアが勝っている。主人公に反目している。
重力スクリーンの専門家。
スナイダー
タークと共にモーターボートに残された4人のうちの一人（水兵）。タークに反感を持っている。後にボートとヴィクトリーを独り占めにして逃走。
テイラーとデルカード
タークと共にモーターボートに残された水兵たち。海軍将校の息子で、考えることに慣れておらず、タークの命令に忠実。
ターク不在時は、デルカードが指揮を執る。タークが捕虜となってからは別行動を取っていたが、パン=アメリカの捜索隊に救助され、タークより先に帰国している。
ヴィクトリー
本作のヒロイン。英国王家の子孫。父はウェティン（ヴィクトリー登場時、すでに故人）。母の他に、小さな妹（メリー）がいる。
彼らは女系であり、女王の夫となったものが王となるため、バッキンガムに狙われる。
なお、中国軍によると、ロシアには皇室や貴族の末裔が、グラブリティン人同様の状態で存在している。
36
数字ではあるが人名。イギリス人。10までしか数えられない。
主人公は、「先祖が36連隊に所属していたか、兵役番号が36番であり、それが固有名詞として子孫に伝わった」と推測している。捕虜になった後、自由意志で一行の冒険に参加するが、ライン河でスナイダーの背信に遭い、殺される。
アブ・ベリク
黒人国家アビシニア（エチオピア）の大佐。捕虜になったタークを奴隷にしたが、過酷な処遇は与えていない。
アビシニアは専制君主制が布かれており、現在の皇帝はメネレク14世。在位はおよそ50年に及ぶ。また、キリスト教国家でもある。
アビシニアの国力は、海軍以外はパン=アメリカに勝っている（主人公は、パン=アメリカが唯一の海軍保有国と語っている）。ただし、ライフルはパン=アメリカの20世紀当時のものに似ている。
版図は、アフリカ大陸、旧ヨーロッパの大部分（除外されるのは、ブリテン諸島、スカンジナビア、東ロシア）。その他、アジアに属領や植民地を持っている（アラビアとトルコ）。常備軍は1000万（単位不明）で、白人奴隷は1000万人~1500万人ほど。
中国の皇帝
氏名不明。温厚で知的な人物。アビシニアとヨーロッパで激突した際、ターク（パン=アメリカ人）が捕虜になったと知ると、アメリカの現状を知るため、北京に招聘する。パン=アメリカとの国交を再開したいと思っているが、先代皇帝らと同じくアメリカの意向を尊重しているため、これまで交渉をしてこなかった。
中国はアジア全体と、西経175度までの太平洋の諸島を支配している。また、一国を貫通する鉄道も保有しており、国力は豊かである。